# Glycyphana landini
Glycyphana landini är en skalbaggsart som beskrevs av Miksic 1968. Glycyphana landini ingår i släktet Glycyphana och familjen Cetoniidae. Inga underarter finns listade i Catalogue of Life.